# 罗伊·科恩
羅伊·馬庫斯·科恩（英語：Roy Marcus Cohn，1927年2月20日—1986年8月2日），生於美國紐約市布朗克斯區，一名律師，因為在第二次红色恐慌時期，參與約瑟夫·雷芒德·麥卡錫追查美國共黨地下活動而聞名。他也曾參與美國司法部起訴羅森堡夫婦的案件，也曾为第45任美国总统唐纳德·特朗普的导师和个人律师。在唐纳德·特朗普早期的商业生涯中，他是代表和指导者。

## 生平
羅伊·科恩生於紐約市。其父名阿爾伯特·科恩（Albert Cohn），為紐約州最高法院法官，也是一名在民主黨中具有很大影響力的政治人物。其母名為朵拉·馬庫斯（Dora Marcus），羅伊·科恩為家中獨子。
1946年畢業於哥倫比亞學院，在20歲時，就取得哥倫比亞法學院學位。

## 登場作品
- 美國劇作家托尼·庫士納創作的舞台劇天使在美國，和之後改編的HBO電視影集，都有羅伊·科恩的角色，在電視影集中，由艾爾·帕西諾飾演科恩。
- 1992年科恩的生平改編成電影公民科恩（英语：Citizen Cohn），由詹姆士·伍茲飾演科恩。
- 2023年上映的美國迷你影集《同路人》（Fellow Travelers）中，由威爾·布瑞爾（英语：Will Brill）飾演科恩。
- 2024年，以川普的經歷改編成的傳記片《飛黃騰達》（The Apprentice），由傑瑞米·史壯飾演科恩。